# Médiumnité
Médiumnité è un film del 1978 diretto da Jean-Claude Brisseau.